# Seripha plumbiola
Seripha plumbiola là một loài bướm đêm thuộc phân họ Arctiinae, họ Erebidae.